# (5879) Almeria
(5879) Almeria es un asteroide que forma parte de los asteroides Amor, es decir, cualquiera de los asteroides con una órbita que contenga totalmente a la terrestre y que tenga un perihelio menor de 1,3 ua, descubierto el 8 de febrero de 1992 por Kurt Birkle y el también astrónomo Ulrich Hopp desde el Observatorio de Calar Alto, en Almería (España).

## Designación y nombre
Designado provisionalmente como 1992 CH1. Fue nombrado Almeria en homenaje a la ciudad y provincia española donde se encuentra el Observatorio Calar Alto del Centro Astronómico Alemán-Español. El observatorio fue operado conjuntamente por el Max-Planck-Institut für Astronomie en Heidelberg y la Comisión Nacional de Astronomía de España hasta el año 2019, fecha a partir de la cual pasó a ser de titularidad exclusivamente española. El nombramiento reconoce la gran hospitalidad española experimentada por los astrónomos alemanes en el observatorio.

## Características orbitales
Almeria está situado a una distancia media del Sol de 1,624 ua, pudiendo alejarse hasta 2,094 ua y acercarse hasta 1,154 ua. Su excentricidad es 0,289 y la inclinación orbital 21,57 grados. Emplea 756,387 días en completar una órbita alrededor del Sol.

## Características físicas
La magnitud absoluta de Almeria es 17,5.